# Cadre-71/2-Europameisterschaft 1966

Logo CEB (ausrichtender Verband)

Veranstaltungsort: Tournai

Die Cadre-71/2-Europameisterschaft 1966 war das 21. Turnier in dieser Disziplin des Karambolagebillards und fand vom 2. bis zum 5. Juni 1966 in Tournai statt. Es war die siebte Cadre-71/2-Europameisterschaft in Belgien.

## Geschichte
Diese Europameisterschaft war ein Turnier der Rekorde. Der neue Europameister Raymond Ceulemans verbesserte seinen eigenen Europarekord im Generaldurchschnitt (GD) von 33,33 auf 53,84. Im ganzen Turnier spielte er nur eine Partie Unentschieden mit 300:300 in sieben Aufnahmen gegen  Siegfried Spielmann. Der Düsseldorfer erzielte im Nachstoß mit 279 einen neuen Europarekord in der Höchstserie, der aber nur einen Tag hielt. Am nächsten Tag erhöhte der Franzose Jean Marty bei seinem 300:205-Sieg in drei Aufnahmen gegen Antoine Schrauwen die Höchstserie auf 296. Die drei BED`s von 100,00 von Ceulemans, Marty und Spielmann waren die Einstellung des Europarekordes. Noch nie hatte eine Cadre 71/2-EM so ein hones Niveau was man am Turnierdurchschnitt von 32,97 sah.

## Turniermodus
Hier wurde im Round Robin System bis 300 Punkte gespielt. Es wurde mit Nachstoß gespielt. Damit waren Unentschieden möglich.
Bei MP-Gleichstand (außer bei Punktgleichstand beim Sieger) wird in folgender Reihenfolge gewertet:
1. MP = Matchpunkte
2. GD = Generaldurchschnitt
3. HS = Höchstserie

## Abschlusstabelle

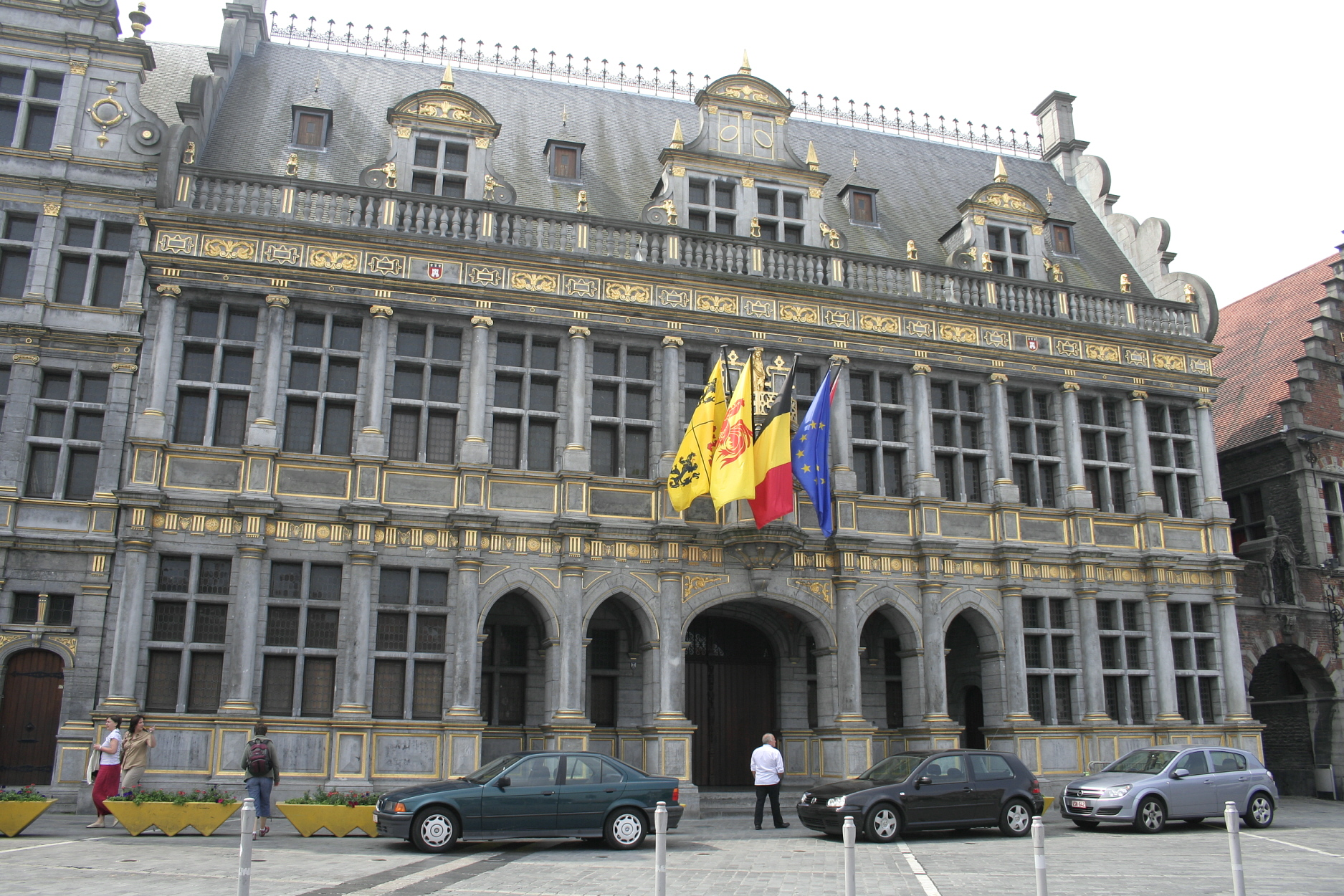
La Halle aux Draps

| MP    | Match Points (Sieger = 2; Unentschieden = 1; Verlierer = 0) |
| Pkte. | Erzielte Karambolagen                                       |
| Aufn. | Benötigte Versuche                                          |
| GD    | Generaldurchschnitt                                         |
| BED   | Bester Einzeldurchschnitt eines Spielers                    |
| HS    | Höchstserie                                                 |
|       | Bester GD des Turniers                                      |
|       | Bester ED des Turniers                                      |
|       | Beste HS des Turniers                                       |
|       | 1. Platz (Gold)                                             |
|       | 2. Platz (Silber)                                           |
|       | 3. Platz (Bronze)                                           |

| Platz                      | Name                | MP   | Pkte. | Aufn. | GD    | BED    | HS  |
| -------------------------- | ------------------- | ---- | ----- | ----- | ----- | ------ | --- |
| 1                          | Raymond Ceulemans   | 13:1 | 2100  | 39    | 53,84 | 100,00 | 230 |
| 2                          | Jean Marty          | 10:4 | 1908  | 41    | 46,53 | 100,00 | 296 |
| 3                          | Antoine Schrauwen   | 8:6  | 1722  | 34    | 50,64 | 75,00  | 180 |
| 4                          | José Gálvez         | 8:6  | 1623  | 44    | 36,88 | 60,00  | 222 |
| 5                          | Siegfried Spielmann | 7:7  | 1673  | 69    | 24,24 | 100,00 | 279 |
| 6                          | Johann Scherz       | 4:10 | 1743  | 60    | 29,05 | 50,00  | 139 |
| 7                          | Tini Wijnen         | 4:10 | 1316  | 50    | 26,32 | 37,50  | 117 |
| 8                          | André Burgner       | 2:12 | 709   | 51    | 13,90 | 25,00  | 85  |
| Turnierdurchschnitt: 32,97 |                     |      |       |       |       |        |     |